# Алеушијанс Вест (Аљаска)
Алеушијанс Вест (енгл. Aleutians West) насељено је место без административног статуса у америчкој савезној држави Аљаска.

## Демографија
По попису из 2010. године број становника је 5.561, што је 96 (1,8%) становника више него 2000. године.
| Група             | 2000.         | 2010.         |
| Белци             | 2.059 (37,7%) | 1.745 (31,4%) |
| Афроамериканци    | 165 (3,0%)    | 332 (6,0%)    |
| Азијати           | 1.344 (24,6%) | 1.606 (28,9%) |
| Хиспаноамериканци | 573 (10,5%)   | 726 (13,1%)   |
| Укупно            | 5.465         | 5.561         |